# Marco Villa
Marco Villa (Abbiategrasso, Llombardia, 8 de febrer de 1969) és un ciclista italià professional des del 1994 fins al 2004, ha destacat especialment en pista on ha aconseguit els majors èxits.
Va aconseguir una medalla bronze als Jocs Olímpics de Sydney en la modalitat de Madison fent parella amb Silvio Martinello. Amb Martinello també ha guanyat dos Campionats del Món de ciclisme en pista i nombroses curses de sis dies.

## Palmarès en pista
- 1995
  -  1r al Campionat del Món en pista de la prova de Madison (amb Silvio Martinello)
  - Campió d'Itàlia de Madison (amb Silvio Martinello)
  - 1r als Sis dies de Grenoble (amb Silvio Martinello)
- 1996
  -  1r al Campionat del Món en pista de la prova de Madison (amb Silvio Martinello)
  - Campió d'Itàlia de Madison (amb Silvio Martinello)
  - 1r als Sis dies de Bordeus (amb Silvio Martinello)
  - 1r als Sis dies de Milà (amb Silvio Martinello)
  - 1r als Sis dies de Bassano del Grappa (amb Silvio Martinello)
  - 1r als Sis dies de Bremen (amb Silvio Martinello)
- 1997
  - 1r als Sis dies de Bordeus (amb Silvio Martinello)
  - 1r als Sis dies de Milà (amb Silvio Martinello)
  - 1r als Sis dies de Zuric (amb Silvio Martinello)
  - 1r als Sis dies de Medellín (amb Silvio Martinello)
- 1998
  - 1r als Sis dies de Bassano del Grappa (amb Adriano Baffi)
  - 1r als Sis dies de Gant (amb Silvio Martinello)
  - 1r als Sis dies de Copenhaguen (amb Silvio Martinello)
  - 1r als Sis dies de Berlín (amb Silvio Martinello)
- 1999
  - 1r als Sis dies de Milà (amb Silvio Martinello)
- 2000
  -  Medalla de bronze als Jocs Olímpics de Sydney en Madison (amb Silvio Martinello)
  - 1r als Sis dies de Berlín (amb Silvio Martinello)
- 2001
  - 1r als Sis dies de Torí (amb Ivan Quaranta)
  - 1r als Sis dies de Stuttgart (amb Silvio Martinello)
  - 1r als Sis dies de Fiorenzuola d'Arda (amb Ivan Quaranta)
- 2002
  - 1r als Sis dies de Grenoble (amb Adriano Baffi)
  - 1r als Sis dies d'Amsterdam (amb Silvio Martinello)
  - 1r als Sis dies de Torí (amb Ivan Quaranta)
- 2003
  - Campió d'Itàlia de Madison (amb Samuele Marzoli)
- 2004
  - 1r als Sis dies de Torí (amb Ivan Quaranta)
- 2005
  - 1r als Sis dies de Torí (amb Sebastián Donadio)
- 2006
  - 1r als Sis dies de Fiorenzuola d'Arda (amb Franco Marvulli)

### Resultats a laCopa del Món
- 1995
  - 1r a Manchester, en Madison

## Palmarès en ruta
- 1994
  - Vencedor d'una etapa de la Coca-Cola Trophy

### Resultats al Giro d'Itàlia
- 1995. 118è de la classificació general
- 2001. 133è de la classificació general